# Taraxacum pachylobum
Taraxacum pachylobum — вид квіткових рослин з родини айстрових (Asteraceae). Вид зростає в Європі: Естонія, Латвія, Данія, Фінляндія, Німеччина, Велика Британія, Ірландія, Норвегія, Польща, Швеція; це багаторічна рослина помірних біомів.

## Опис
Кульбаба середнього розміру з багатолистими розетками розпростертих до висхідних ланцетних багатолопатевих листків. Черешки червоні з чітко відмежованими паралельними зеленими крилами; середнє ребро червоне, дещо волохате. Бічних часток листка 5–7(8), правильних, трикутних, розчепірених, від цілокраїх до 1-зубчастих. Листки диференційовані; зовнішні листки з невеликою гострою трикутною кінцевою часткою; внутрішні листки з більшою тупою або округлою кінцевою часткою. Стеблини волохаті. Зовнішні приквітки досить вузькі, < 3,5 мм завширшки, в молодості синюваті, блідо-сіруваті зверху, від розлогих до випростаних, стаючи різноспрямованими.